# Trubadurul
 Trubadurul  (titlul original: în italiană Il trovatore) este o operă în patru acte compusă de Giuseppe Verdi, pe un libret de Salvatore Cammarano, scris după tragedia El trovator de Antonio Garcia Gutiérrez.
Opera nu are preludiu sau uvertură. După cȃteva tacte introductive orchestrale scurte, se ridică cortina.
Durata operei: cca 2 ½ ore.
Premiera operei a avut loc la Teatro Apollo din Roma, la data de 19 ianuarie 1853.

## Personajele principale
- Manrico, trubadur, ofițer al prințului Urgel, presupusul fiu al Azucenei (tenor)
- Contele de Luna, tânăr nobil aragonez (bariton)
- Leonora, curteana prințesei de Aragon (soprană)
- Azucena, o țigancă (mezzosoprană sau contralto)
- Ferrando, căpitan în trupele Contelui de Luna (bas)
- Ines, dama de companie a Leonorei (soprană)
- Ruiz, soldat din compania lui Manrico (tenor)
- un mesager (tenor)
- soldați ai contelui și ai lui Manrico, gărzi, călugărițe, țigani, servitori [1][2]

## Acțiunea

### Actul I
Ridicarea cortinei dezvăluie sala de gardă în palatul Aliaferia, reședința prințesei de Aragon. Acțiunea se petrece în timpul războiului civil care opune monarhiei pe partizanii prințului de Urgel. Printre apărătorii regelui se află Contele de Luna ale cărui oști sunt comandate de Ferrando. Acesta povestește cum a dispărut, pe vremuri, fratele Contelui de Luna. O țigancă se apropiase de leagănul în care dormea copilul, care în curând se îmbolnăvi. Acuzată că i-a făcut farmece, țiganca a fost arsă de vie. Atunci fata țigăncii, ca să-și răzbune mama, a răpit copilul, care nu a mai putut fi găsit. Al doilea tablou se petrece în grădina palatului. Leonora, dama de onoare a prințesei de Aragon, îi vorbește confidentei sale Ines despre dragostea ce o simte pentru un misterios trubadur. Apare Contele de Luna; el nu e un "ticălos" după tipicul genului, el este un om pe care iubirea frustrată îl împinge la acte de violență. E întrerupt de vocea trubadurului ce cântă în spatele scenei. Leonora, coborând în gradină spre a-l întâlni, se aruncă în brațele lui De Luna, pe care, în întuneric l-a luat drept Manrico. Cei doi bărbați se sfidează, Manrico dezvăluindu-se ca partizan al prințului de Urgel. Urmează un duel, cu toate că Leonora se străduiește zadarnic să-i despartă.

### Actul II
Ridicarea cortinei descoperă o șatră de țigani. Zorile se anunță iar țiganii slăvesc bucuria vieții lor libere și aventuroase. Bătrâna țigancă Azucena stă lângă foc, cu Manrico alături. Furată de tainice gânduri, ea cântă un fel de baladă despre o femeie arsă de vie pe rug. Melodia stranie se deapănă pe un ritm monoton și se încheie cu o frază șoptită: "Răzbună-mă!" Personajul se impune ca luptând cu un destin neobișnuit. Rămas singur cu Azucena, pe care a socotit-o drept mama sa, Manrico îi pune întrebări, la care ea răspunde evaziv. Țiganca povestește cum mama ei a fost acuzată de vrăjitorie de către tatăl actualului Conte de Luna și arsă de vie. Murind i-a strigat Azucenei: "Răzbună-mă !" iar Azucena, pe jumătate nebună, a răpit pe unul din fiii contelui spre a-l arunca în flăcări. Dar deodată, venindu-și în fire, l-a văzut pe copilul contelui lângă ea. În rătăcirea ei, își aruncase propriul său băiat în foc. Sosește un mesager aducând două vești: fortăreața Castellor a căzut în mâinile partizanilor lui Urgel, iar Manrico e însărcinat să-i asigure paza. Pe de alta parte, Leonora, crezându-l mort, vrea să se călugărească. Auzind acestea, Manrico pleacă în grabă. Al doilea tablou se petrece în fața mănăstirii. Contele de Luna, însoțit de Ferrando și de un grup de soldați, hotărăsc s-o răpească pe Leonora înainte ca ea să se dăruiască lui Dumnezeu. Sosește Leonora însoțită de călugărițe. Dar imediat, Manrico, cu oastea sa, o răpește pe Leonora, dejucând planurile lui De Luna, a cărui furie atinge paroxismul.

### Actul III
Ne aflăm mai întâi în tabăra regaliștilor comandați de Contele de Luna, care asediază fortăreața Castellor, ocupată de Manrico. Este adusă Azucena, capturată în apropierea taberei. La lumina unei torțe, Ferrando o recunoaște ca fiind aceea care în trecut l-a răpit pe fratele contelui. Interogată, ea dezvăluie că ar fi mama lui Manrico, ceea ce îi dă lui De Luna un dublu motiv de răzbunare. Al doilea tablou ne arată interiorul fortăreței, unde Leonora și Manrico cunosc o fericire de scurtă durată. Dar pregătirile de nuntă sunt întrerupte de un mesager, anunțând capturarea mamei lui Manrico. Tabloul se încheie cu ieșirea acestuia, năpustindu-se la luptă, în fruntea partizanilor, spre a-și salva mama.

### Actul IV
Manrico a pierdut lupta și a ajuns în închisoare lângă Azucena. Își ia adio de la viață și de la Leonora. Leonora se oferă contelui în schimbul libertății lui Manrico dar, pe ascuns, se otrăvește. În ultimul tablou Azucena și Manrico își așteaptă sfârșitul. Leonora îi aduce lui Manrico vestea eliberării. Înțelegând care este prețul plătit, Manrico o blesteamă, acuzând-o de infidelitate. Azucena se trezește și întreabă de fiul ei. Aflând că este mort, ea îi dezvăluie lui De Luna că Manrico era fratele său. Cortina cade asupra strigătului de triumf deznădăjduit al Azucenei: "Ești răzbunată, mamă !".